# Martin Pall
Martin L. Pall ist emeritierter Professor für Biochemie und medizinische Grundlagenwissenschaften an der Washington State University.

## Leben
Pall hat einen BA in Physik und promovierte in Biochemie und Genetik am California Institute of Technology.

## Forschungsschwerpunkte
Pall beschäftigt sich mit dem Chronischen Fatigue-Syndrom, der multiplen Chemikalien-Sensitivität sowie mit den Auswirkungen von elektromagnetischen Feldern niedriger Intensität im Mikrowellenbereich (MWV-EMF) auf den menschlichen Körper.
Im Jahr 2008 zog er sich von seiner universitären Position zurück, erforschte seitdem vermehrt über die multiple Chemikalien-Sensitivität und veröffentlichte Artikel über die Wirkung von elektromagnetischen Feldern auf den menschlichen Körper.
Er kritisiert den Ausbau von 5G-Mobilfunknetzen und den Einsatz von drahtloser Technologie im Allgemeinen und ist der Ansicht, dass die Technologie negative Folgen für die menschliche Gesundheit hat. Im Jahr 2019 bezeichnete ihn Kenneth R. Foster von Scientific American als „den sichtbarsten Wissenschaftler in der Öffentlichkeit zu diesem Thema“, während „The Guardian“ seine Forschungsinteressen als „eine Enzyklopädie der medizinischen Gegenkultur“ beschrieb.
Professor Kenneth Foster, ein Bioingenieur an der University of Pennsylvania, hat Palls Ideen kritisiert, da sie selektive Beweise verwenden, die Forschungen ignorieren, die keinen Zusammenhang zwischen Mobiltelefontechnologie und menschlicher Gesundheit finden.

## Publikationen (Auswahl)
- Martin L. Pall: Wi-Fi is an important threat to human health. In: Environmental Research. Band 164, 1. Juli 2018, ISSN 0013-9351, S. 405–416, doi:10.1016/j.envres.2018.01.035 (sciencedirect.com).
- Martin L. Pall: Explaining "unexplained illnesses" : disease paradigm for chronic fatigue syndrome, multiple chemical sensitivity, fibromyalgia, post-traumatic stress disorder, Gulf War syndrome, and others. Harrington Park Press, New York 2007, ISBN 978-0-7890-2388-9.